# 波赫丹尼夫卡 (卡霍夫卡區)
46°34′42″N 33°31′35″E / 46.57833°N 33.52639°E
波赫丹尼夫卡（烏克蘭語：Богданівка）是位於烏克蘭南部的村莊，由赫爾松州卡霍夫卡區的澤萊尼皮德市鎮負責管轄。該村始建於1873年，面積0.01平方公里，海拔高度37米，2001年人口759。